# La Dernière Aventure (film)
Pour les articles homonymes, voir La Dernière Aventure.
Pour plus de détails, voir Fiche technique et Distribution.
La Dernière Aventure (L'ultima avventura) est une comédie italienne réalisée par Mario Camerini, sortie en 1932 et mettant en vedette Armando Falconi et Diomira Jacobini.
Les décors sont conçus par le directeur artistique Gastone Medin.

## Synopsis
Un célibataire noble et âgé tombe amoureux d'une fille et l'emmène avec lui en vacances à Rapallo. Mais la jeune fille est aussi courtisée par un deuxième prétendant, beaucoup plus jeune. Alors quand le jeune homme se déclare, elle quitte le vieux noble, qui avait hésité à se déclarer, laissant échapper « la dernière aventure »,.

## Fiche technique
- Titre français : La Dernière Aventure[4]
- Titre original : L'ultima avventura
- Réalisation : Mario Camerini
- Scénario : Mario Camerini, Oreste Biancoli, Dino Falconi
- Production : Cines
- Décors : Gastone Medin
- Photographie : Ubaldo Arata
- Musique : Ezio Carabella
- Montage : Giuseppe Fatigati
- Langue : italien
- Genre : Comédie
- Pays de production :  Royaume d'Italie
- Durée : 75 minutes
- Date de sortie : 
  - Royaume d'Italie : 1932

## Distribution
- Armando Falconi : Armando
- Diomira Jacobini : Lilly
- Carlo Fontana : Paolo
- Cesare Zoppetti : Battista
- Nella Maria Bonora : Luisa
- Giovanni Dolfini : Carlo
- Guglielmo Barnabò : Don Luigi
- Ciro Galvani : Paolo
- Maria Della Lunga Mandarelli : Adriana
- Pino Locchi : Giorgetto
- Mino Doro
- Gianfranco Giachetti
- Isa Pola
- Carlo Romano